# كونستانس مابل وينشل
كونستانس مابل وينشل (بالإنجليزية: Constance Mabel Winchell)‏ هي أمينة مكتبة أمريكية، ولدت في 2 نوفمبر 1896 في نورثهامبتون في الولايات المتحدة، وتوفيت في 23 مايو 1983 في نيو بالتز في الولايات المتحدة.